# (15329) Sabena
(15329) Sabena (1993 SN7) – planetoida z pasa głównego asteroid okrążająca Słońce w ciągu 5,54 lat w średniej odległości 3,13 j.a. Odkryta 17 września 1993 roku.